# Citroën Xsara WRC
A Citroën Xsara WRC a Citroën első WRC szabályok szerint épített autója volt, melyet 2001 és 2005 között használt a gyári csapat a rali-világbajnokságon.

## Fejlesztés

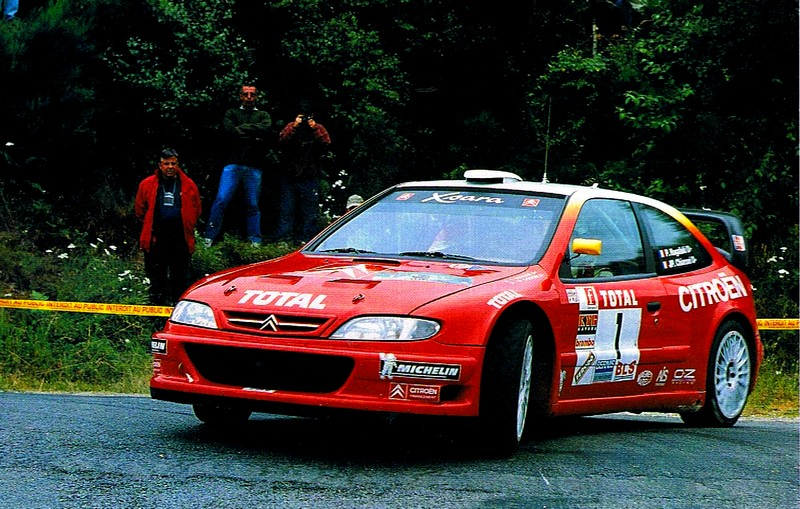
A legelső Xsara WRC, hivatalos nevén a Xsara T4

A Citroën 2 győzelmet is szerzett 1999-ben a világbajnokságon az F2-es Xsara Kit Carral; a gyári csapatok reklamációja miatt viszont az FIA megváltoztatta a kategória szabályait, így a Xsara Kit Car már nem lett volna versenyképes a WRC-k ellen. A PSA vezetősége viszont (mivel a testvérmárka Peugeot is szerepelt a világbajnokságon a 206 WRC-vel) nem engedte a Citroënnek, hogy F2-ből fellépjenek a WRC-be; ennek ellenére a Citroën Sport elkezdett dolgozni a prototípus Xsara WRC-n, mely eléggé előrehaladott állapotban volt már, mikor a vezetőség mégis engedélyezte a WRC-programot.
Bár ez a legelső WRC a Kit Car alapjaira épült, bár kívülről hasonlítanak, belülről már kevésbé: az első futómű kivételével gyakorlatilag semmiben sem egyezik a két autó (a WRC turbófeltöltésű motorja alumíniumból készült, míg a Kit Car szívómotorja acélból, a hátsó futómű teljesen más, a karosszéria is jócskán át lett szabva a négykerék-hajtás beépítése miatt). A legfőbb szempont a tervezésnél a megbízhatóság és a könnyű szerelhetőség volt; a váltót hosszanti beépítés helyett keresztben építették be, ugyanis bár az előbbi megoldás a súlyeloszlás szempontjából kedvezőbb, túl bonyolult lett volna a hajtásrendszer.
Miután a programot engedélyezték, a csapat benevezte Philippe Bugalskit a 2000-es Francia Aszfaltbajnokságba, hogy tesztelhessék az autót éles körülmények között is. A 2000-es szezon tapasztalatai alapján jócskán változtattak az autón 2001-re, mely külsőleg is megújult, követve a Xsara utcai változatának ráncfelvarrását. Az autó már a világbajnokságon is bemutatkozhatott, bár az első versenyen Puras kiesett műszaki hiba miatt; később aztán a Korzika-ralin sikerült megszerezni az autó első világbajnoki győzelmét is. Közben a tesztek folytak a háttérben, de 2002-ben még mindig nem álltak rajthoz a teljes világbajnokságon. A Xsara sokak szerint aszfalton volt csak jó, így a Citroën amellett döntött, hogy kilépnek a "komfortzónából", és olyan versenyeken indulnak, mint a Svéd- vagy a Szafari rali. Bár jó eredményeket ezek a versenyek nem ígértek, tapasztalatszerzésnek kiválóak voltak.

## Versenyben

### 2003

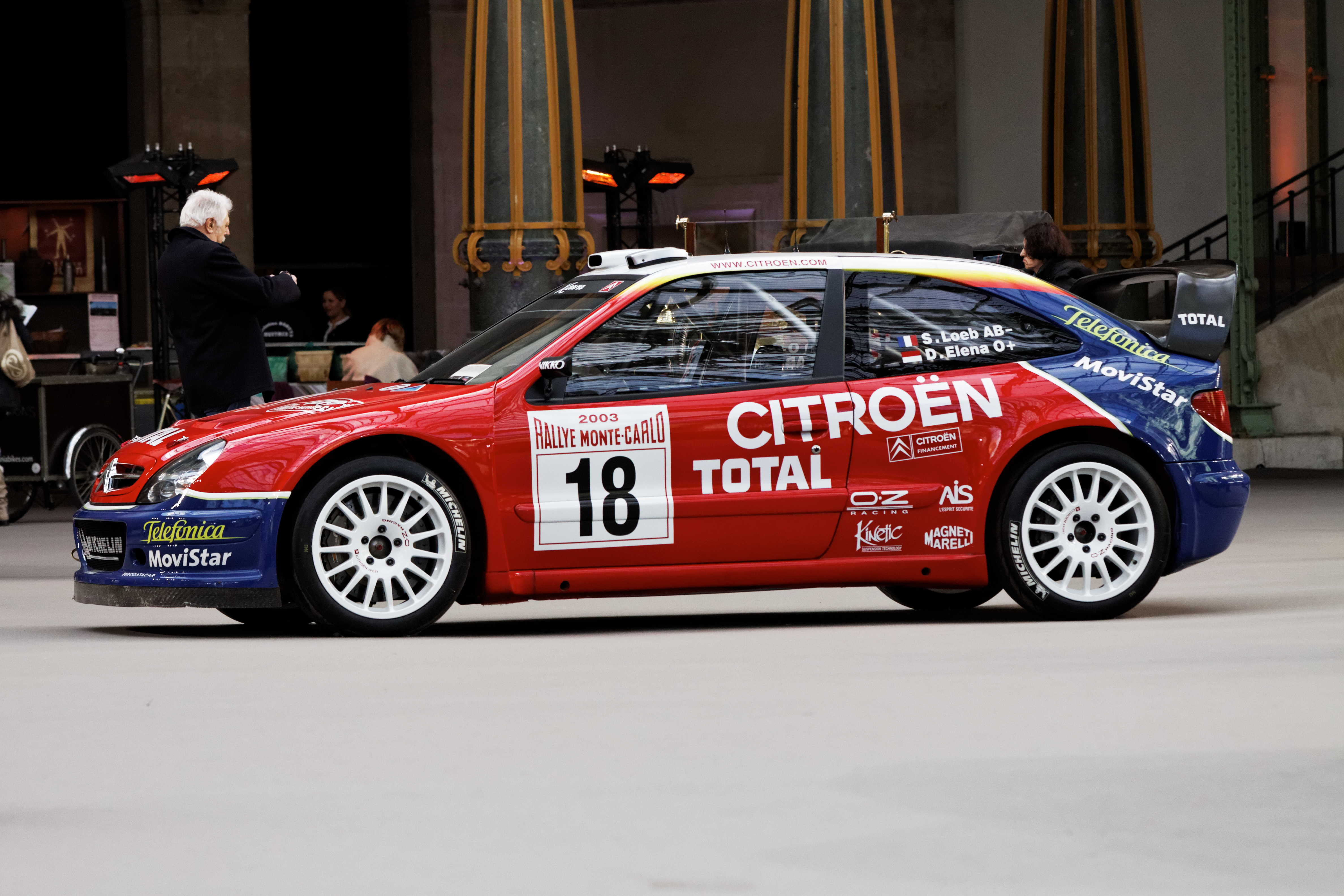
A Citroën egyik múzeumban őrzött, 2003-as Xsara WRC-je

A Citroën 2003-nak talán a legerősebb csapattal (Loeb, Sainz, McRae), és egy olyan autóval indulhatott neki, melyet három éve folyamatosan teszteltek. A szezon kiválóan indult Monte-Carlóban, hiszen a csapat hármas győzelemmel térhetett haza, ezt a szezon során többször nem sikerült megismételni. Hiába vett részt a csapat 2001-ben és 2002-ben pár versenyen, az év elején látszott, hogy a tapasztalatokat még gyűjteni kell. Az év második fele jobban sikerült, a Xsara is egyre jobban működött, így Loeb győzelmei a Német ralin és a Sanremo-ralin, illetve több dobogós helye is azt jelentette, hogy a szezonzáróra éllovasként érkezett, ellenfelei közül egyik a csapattársa, Carlos Sainz volt. A végén viszont Loeb alul maradt Petter Solberggel szemben, és az egyéni értékelésben a második helyet szerezte meg; a Citroën viszont első teljes szezonjában megnyerte a gyártói világbajnoki címet, amihez Loeb három, Sainz pedig egy győzelemmel járult hozzá. A Xsara a folyamatos fejlesztésnek köszönhetően egyre jobban teljesített; az újítások hatására az autó külleme az Új-Zéland ralin változott csak meg kis mértékben (a hátsó szárny függőleges lapkákkal egészült ki a jobb leszorítóerő érdekében, illetve a kipufogórendszert is átdolgozták). Jelentősebb műszaki hiba csak háromszor fordult elő: Loeb a görög, Bugalski pedig a német versenyt kellett, hogy feladja motorhiba miatt, McRae autója pedig Argentínában égett porig, valószínűleg a kilyukadt benzincsőnek köszönhetően.

### 2004

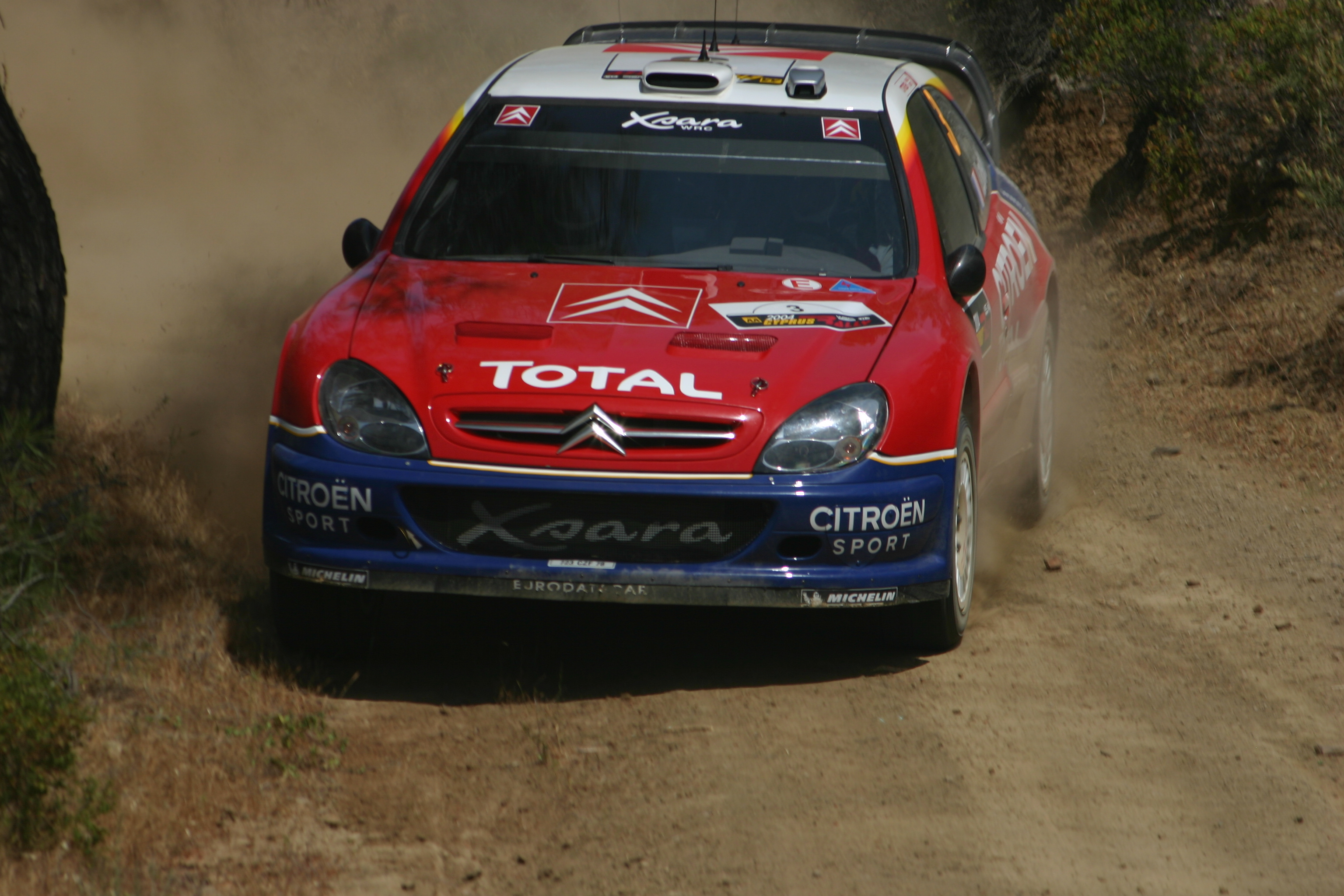
Loeb a 2004-es Ciprus-ralin

Ebben az évben a szabályváltozások miatt a Citroën csak két gyári Xsarát indított a világbajnokságon; az előző évi csapatból McRae került ki nem túl jó eredményei miatt. A szezon kiválóan indult, hiszen Loeb Monaco mellett Svédországban is nyerni tudott (ezzel ő lett az első nem skandináv versenyző, aki nyerni tudott itt); ezek után viszont Mexikóban kiesett, miután egy szikla annyira felütötte a Xsara kartervédőjét, hogy az az olajteknőt kilyukasztotta. Miután Spanyolországban, a szezon utolsó előtti versenyén hasonló történt Loebbel, a Citroën még részletesebben kivizsgálta az ügyet, és rábukkantak a Xsara utolsó gyenge pontjára; a szezonzáró ausztrál versenyen már egy átalakított olajteknővel szerelték fel az autókat. Az Citroën továbbra is apránként fejlesztette az autót, bár az Új-Zéland-ralira gyakorlatilag egy teljesen átdolgozott autóval érkeztek: a szabályváltozásnak köszönhetően a karosszéria tömegét 320 kg-ra csökkentették, a korábban acélból készült sárvédőket kompozitra cserélték, a kipufogórendszert teljesen átdolgozták (a kipufogóvég az autó bal oldaláról a jobbra került, így két nagy ívet iktattak ki a rendszerből), illetve a motor mozgó alkatrészeit (dugattyúk, főtengely, hajtókarok) teljesen áttervezték. Loeb hat győzelmet szerzett 2004-ben, ezzel beállítva Didier Auriol rekordját az egy szezonban szerzett győzelmek számában. A Citroën ennek és az utolsó teljes évét teljesítő Carlos Sainz állandó jó teljesítményének köszönhetően megnyerte a gyártói világbajnoki címet, míg az egyéni bajnokságot Loeb nyerte.

### 2005

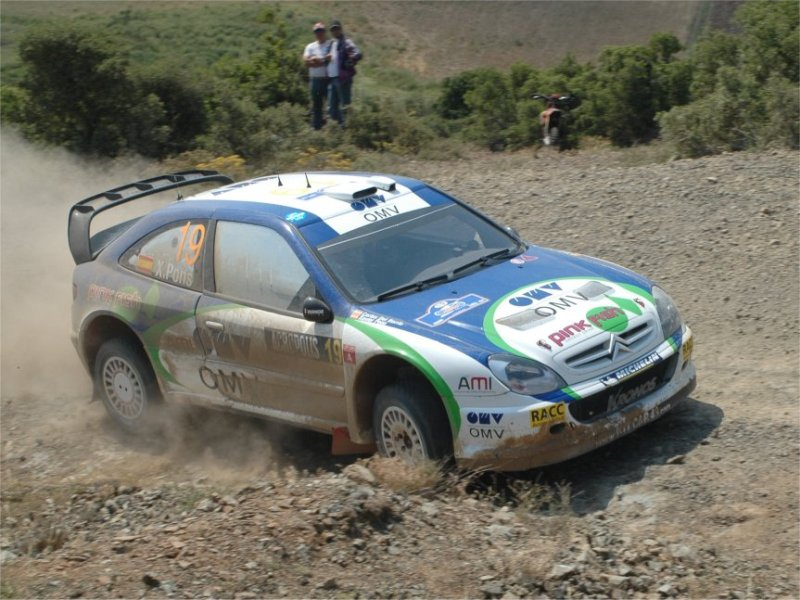
Xavier Pons a 2005-ös Akropolisz-rali 7. gyorsasági szakaszán

A Citroënnek Sainz visszavonulása miatt új versenyző után kellett néznie, és a korábban Forddal versenyző François Duval személyében meg is találták az ideálisnak hitt pilótát; a csapat húzóembere azonban továbbra is Loeb maradt. Az év eleje azonban eléggé nyögvenyelősre sikeredett: Loeb monacói győzelme után Svédországban motorhiba miatt kiesett, Mexikóban pedig a jobb hátsó futóművet ütötte ki, és csak negyedik helyen végzett; Duval még ennél is rosszabbul teljesített, az első hat versenyen mindössze egyszer tudott pontot szerezni; a Citroën így kénytelen volt reaktiválni Sainzot, akinek – és az időközben sorozatban hat versenyt nyerő Loebnek – köszönhetően a gyártói bajnoki cím újra elérhető közelségbe került, és végül meg is nyertek, csak úgy, mint Loeb az egyéni világbajnoki címet. Loeb több rekordot is megdöntött, illetve felállított ebben az évben: az egymás után szerzett hat győzelme új rekord volt, a szezonban szerzett 10 győzelme pedig Didier Auriol rekordját múlta felül. Szomorú momentuma volt az évnek, mikor a Ciprus ralin Duval borulása után teljesen kiégett a T423-as alvázszámú Xsara WRC, melyet – McRae 2003-as Argentin ralin kiégett autójához hasonlóan – már nem lehetett megjavítani.
2005-ben az OMV World Rally Team elsőként teljesített privát csapatként egy teljes szezont Xsarákkal, melyeket a belga Kronos Racing készített fel számukra. A csapat versenyzői Manfred Stohl és Xavier Pons voltak. Bár Stohl Cipruson és Ausztráliában a dobogón végzett, a szezonjuk nem volt túl sikeresnek nevezhető, hiszen ezeket és Pons spanyolországi negyedik helyét leszámítva csak szenvedtek az autóval.

### 2006

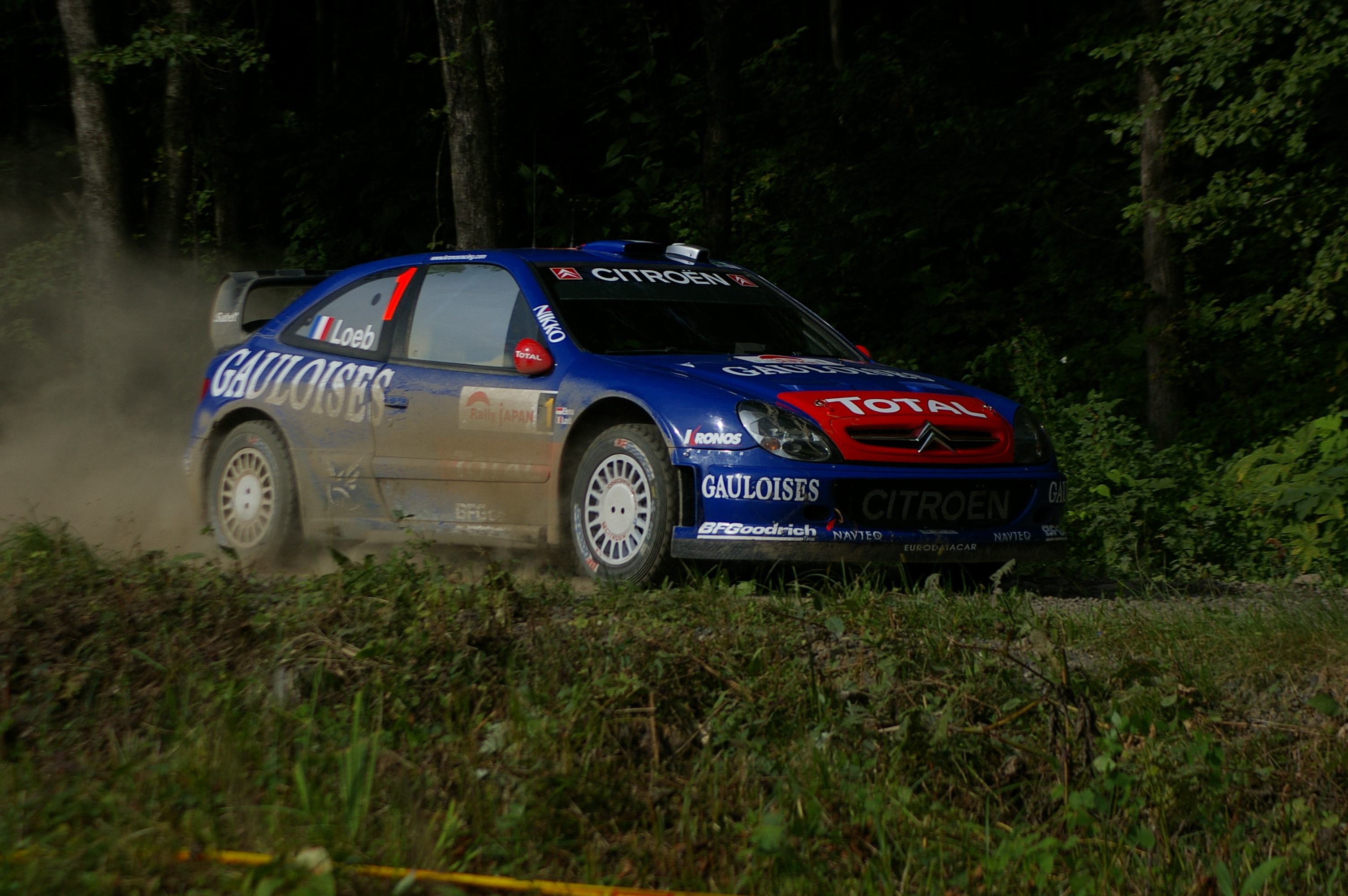
Loeb és Elena a 2006-os Japán ralin a Kronos színeiben

Azt már 2005-ben bejelentette a PSA, hogy a Peugeot-t végleg kivonja a világbajnokságról, a Citroën pedig szünetet tart, hogy teljes erejével a C4 WRC fejlesztésére koncentrálhasson, és 2007-ben visszatér az új autóval. A szezon végén az is nyilvánosságra került, hogy Loeb a Kronos Total Citroën csapatban fogja folytatni a 2006-os szezonban, csapattársai Xavier Pons és Dani Sordo, a főtámogatók pedig a Gauloises, a Total és a Sony lesznek.
A szezon kissé furán indult, ugyanis Loeb hibázott és kiesett a Monte Carlo-ralin, viszont a SupeRally szabályok szerint visszaállt a versenybe, és egészen a második helyig küzdötte fel magát; ezt egy újabb ezüstös helyezéssel toldotta meg Svédországban. A Mexikó ralin mutatkozott be a 2006-os Xsara WRC, mely átdolgozott első lökhárítót, hűtést és egyéb apró fejlesztéseket kapott; az első és hátsó differenciálművek már az első versenytől kezdve a szabályok szerinti mechanikusak voltak (nem elektronika irányította a differenciálműveket). Loeb ezután megtáltosodott: a következő tíz versenyből nyolcat megnyert, kétszer pedig második helyen végzett. A Ciprus rali előtt azonban edzés közben eltörte a felkarját, így az utolsó négy versenyt ki kellett hagynia, ám még így is megszerezte harmadik világbajnoki címét. Pons ér Sordo közül Sordo teljesített jobban: többször dobogós helyen végzett, és a teljesítményének köszönhetően a Citroën leigazolta a gyári csapatba. A Kronos a gyártói világbajnokságot a második helyen zárta a Ford mögött.

### 2007-2008

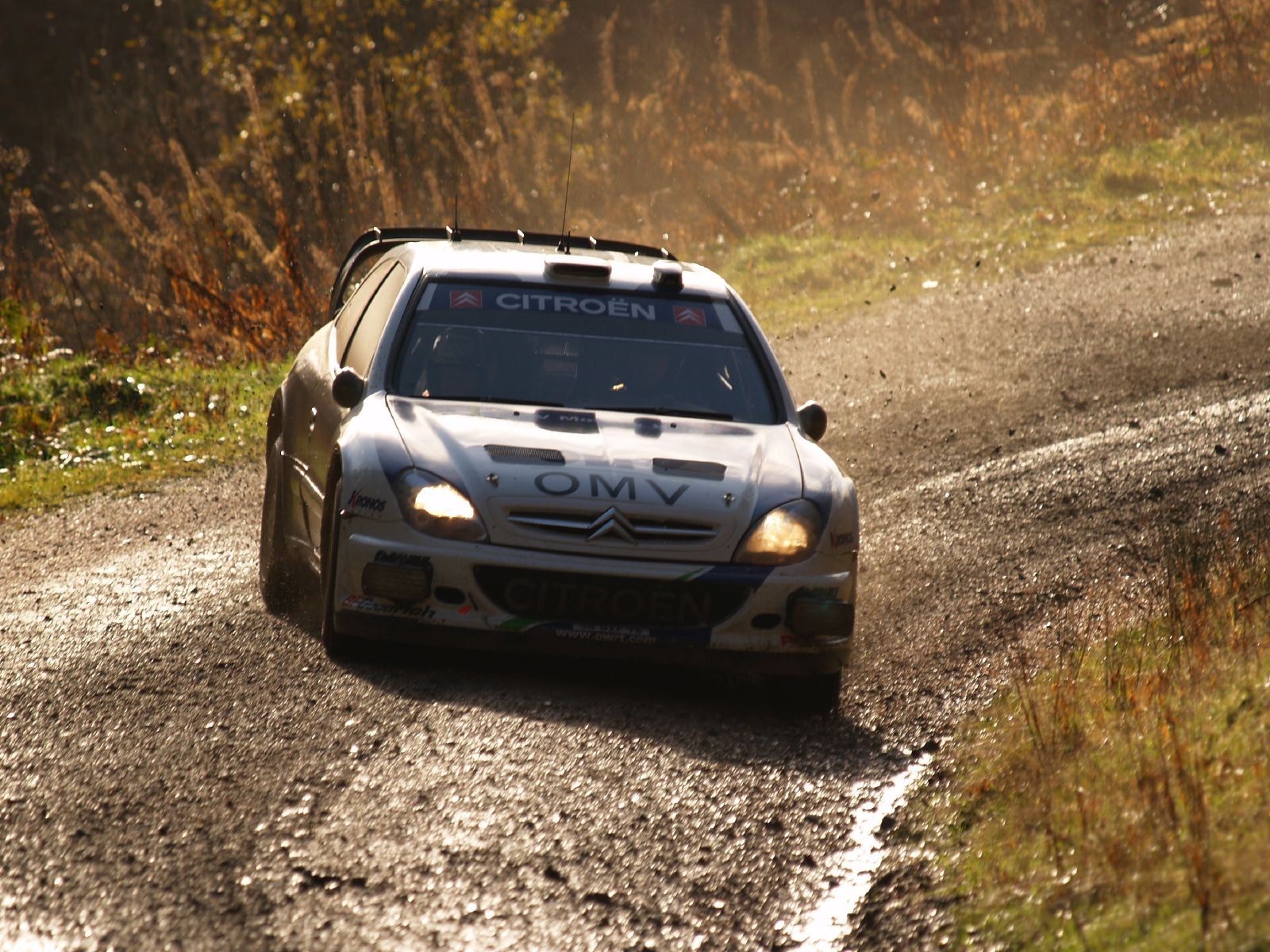
Manfred Stohl a 2007-es Wales ralin

A 2007-es idényben a gyári csapat már a C4-et használta, Manfred Stohl viszont egy évnyi Peugeot-s kitérő után újra a Kronos Xsaráival indult harcba, azzal a nem titkolt szándékkal, hogy előző évi negyedik helyét megismételje. Ez azonban közel sem sikerült, főleg a gyakori műszaki hibák, illetve a Xsara elvártnál gyengébb teljesítménye miatt (2007-ben többen azzal vádolták a Citroënt, hogy 2006-ban a C4 több alkatrészét is beépíttették a Kronos-szal a Xsarákba tesztelési célból, 2007-ben viszont megtiltották ezen alkatrészek használatát. Később, mikor Petter Solberg versenyzett egy Xsarával, csak hosszas tárgyalások után tudta megszerezni ezeket az alkatrészeket). A csapat egyetlen dobogós helyét François Duval szerezte a Német ralin, míg Stohl legjobb helyezése két hatodik hely volt Mexikóban és Japánban. A rossz eredmények mellett Stohl egyre többet kockáztatott, aminek az lett az eredménye, hogy három Xsarát is totálkárosra tört. Nem meglepő módon -több más indok mellett- az OMV kivonult a motorsportból a szezon végeztével. A Kronos mellett a PH Sport is futtatott Xsarákat a világbajnokságon Conrad Rautenbach számára 2007 végén és 2008 elején. Rautenbach a három Xsarás versenyéből kétszer totálkárosra törte az autót, Svédországban pedig 16. lett.
A világbajnokság mellett a Xsarák kezdtek megjelenni a tehetősebb nemzeti bajnokságokban, például a Francia Aszfaltbajnokságban vagy az Olasz Aszfalt Kupában; utóbbit Felice Re nagy előnnyel nyerte meg 2008-ban.

### 2009

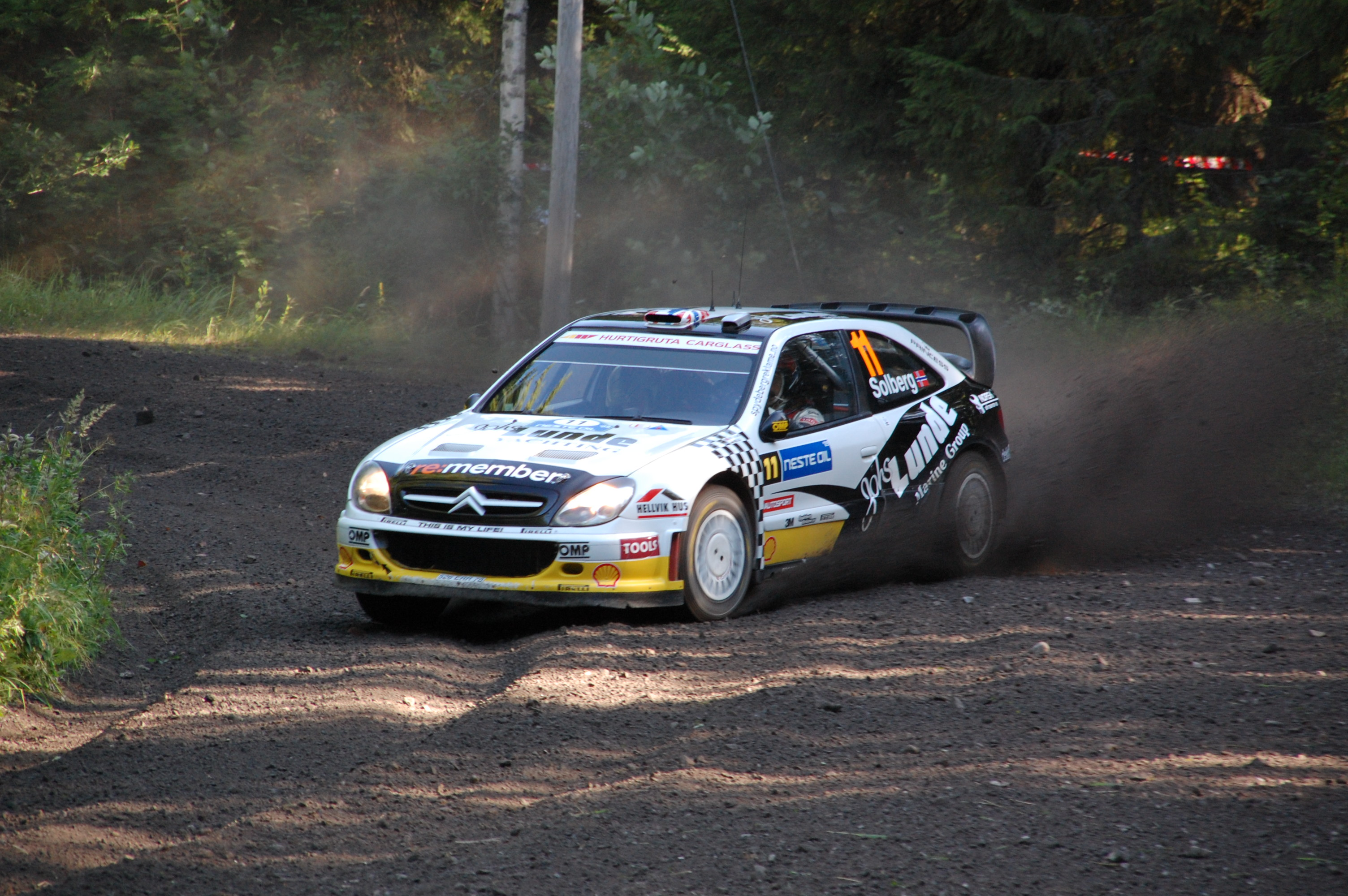
Petter Solberg és Phil Mills a 2009-es Finn ralin

A 2009-es világbajnokság egyik szenzációja volt, hogy a Subaru kivonulása után munka nélkül maradt Petter Solberg a saját csapatával, és egy 2006-os fejlesztésű Xsarával fog indulni a Norvég ralin és a szezon hátralévő részében. Később aztán kiderült, hogy az autó valójában
nem 2006-os fejlesztésű, hanem 2004-es, ráadásul verseny közben a motor is kezdte felmondani a szolgálatot; végül a hatodik helyet szerezték meg. Cipruson már új lengéscsillapítók és motor dolgozott az autóban, aminek köszönhetően Solberg a harmadik helyen végzett. Argentínában nem volt ekkora szerencséjük, ugyanis az utolsó napon a benzinpumpa hibája miatt a harmadik helyről kényszerültek a verseny feladására. A Citroënnel folytatott tárgyalások (és néha autóváltással való fenyegetőzések) eredményeként a Szardínia ralin egy fejlettebb karosszériával, mechanikus első és hátsó differenciálművel, és új hűtőrendszerrel felszerelt Xsarával indulhatott a csapat, és a verseny végén a harmadik helyet szerezték meg. A következő versenyen, az Akropolisz-ralin a második helyről estek ki, miután a bal első futómű felső rögzítési pontja eltörött, a lengéscsillapító pedig átszakította a motorháztetőt. Lengyelországban motorproblémák miatt csak negyedikek lettek, Finnországban pedig a második helyről estek ki műszaki hiba miatt. A csapat ezután C4 WRC-re váltott, de így is az ő nevükhöz fűződik a Xsara utolsó világbajnoki dobogós helyezése.

### 2010-
A Xsara 2009-es hattyúdala után a világbajnokságon már csak egyszer indult vele valaki; ez a valaki viszont nem volt más, mint Yvan Muller, aki a 2010-es Francia ralin indult Solberg autójával, de műszaki hiba miatt hamar kiestek. A Xsarák manapság csak a nemzeti bajnokságokban, illetve show-jellegű versenyeken fordulnak elő. Magyar vonatkozása is van az autónak, Kazár Miklós és Szőke Tamás ugyanis a D-Max Racing Xsaráit használva nyerte meg a 2013-as Magyar Ralibajnokságot. Érdekesség, hogy Solbergnek továbbra is megvannak a Xsarái: az egyikkel Thomas Rådström indult a 2014-es Rally SM Sprint Vinter Final-on, míg a másikat félig-meddig ralikrossz autóvá építették át.

## WRC győzelmek
| #  | Verseny                                  | Szezon | Versenyző      | Navigátor    |
| -- | ---------------------------------------- | ------ | -------------- | ------------ |
| 1  | 45ème Tour de Corse – Rallye de France   | 2001   | Jesús Puras    | Marc Martí   |
| 2  | 21. ADAC Rallye Deutschland              | 2002   | Sébastien Loeb | Daniel Elena |
| 3  | 71ème Rallye Automobile Monte-Carlo      | 2003   | Sébastien Loeb | Daniel Elena |
| 4  | 4th Rally of Turkey                      | 2003   | Carlos Sainz   | Marc Martí   |
| 5  | 22. ADAC Rallye Deutschland              | 2003   | Sébastien Loeb | Daniel Elena |
| 6  | 45º Rallye Sanremo – Rallye d'Italia     | 2003   | Sébastien Loeb | Daniel Elena |
| 7  | 72ème Rallye Automobile Monte-Carlo      | 2004   | Sébastien Loeb | Daniel Elena |
| 8  | 53rd Uddeholm Swedish Rally              | 2004   | Sébastien Loeb | Daniel Elena |
| 9  | 32nd Cyprus Rally                        | 2004   | Sébastien Loeb | Daniel Elena |
| 10 | 5th Rally of Turkey                      | 2004   | Sébastien Loeb | Daniel Elena |
| 11 | 24º Rally Argentina                      | 2004   | Carlos Sainz   | Marc Martí   |
| 12 | 23. OMV ADAC Rallye Deutschland          | 2004   | Sébastien Loeb | Daniel Elena |
| 13 | 17th Telstra Rally Australia             | 2004   | Sébastien Loeb | Daniel Elena |
| 14 | 73ème Rallye Automobile Monte-Carlo      | 2005   | Sébastien Loeb | Daniel Elena |
| 15 | 35th Propecia Rally New Zealand          | 2005   | Sébastien Loeb | Daniel Elena |
| 16 | 2º Supermag Rally Italia Sardinia        | 2005   | Sébastien Loeb | Daniel Elena |
| 17 | 33rd Cyprus Rally                        | 2005   | Sébastien Loeb | Daniel Elena |
| 18 | 6th Rally of Turkey                      | 2005   | Sébastien Loeb | Daniel Elena |
| 19 | 52nd Acropolis Rally                     | 2005   | Sébastien Loeb | Daniel Elena |
| 20 | 25º Rally Argentina                      | 2005   | Sébastien Loeb | Daniel Elena |
| 21 | 24. OMV ADAC Rallye Deutschland          | 2005   | Sébastien Loeb | Daniel Elena |
| 22 | 49ème Tour de Corse – Rallye de France   | 2005   | Sébastien Loeb | Daniel Elena |
| 23 | 41º Rally RACC Catalunya – Costa Daurada | 2005   | Sébastien Loeb | Daniel Elena |
| 24 | 18th Telstra Rally Australia             | 2005   | François Duval | Sven Smeets  |
| 25 | 20º Corona Rally México                  | 2006   | Sébastien Loeb | Daniel Elena |
| 26 | 42º Rally RACC Catalunya – Costa Daurada | 2006   | Sébastien Loeb | Daniel Elena |
| 27 | 50ème Tour de Corse – Rallye de France   | 2006   | Sébastien Loeb | Daniel Elena |
| 28 | 26º Rally Argentina                      | 2006   | Sébastien Loeb | Daniel Elena |
| 29 | 3º Rally d'Italia Sardegna               | 2006   | Sébastien Loeb | Daniel Elena |
| 30 | 25. OMV ADAC Rallye Deutschland          | 2006   | Sébastien Loeb | Daniel Elena |
| 31 | 6th Rally Japan                          | 2006   | Sébastien Loeb | Daniel Elena |
| 32 | 34th Cyprus Rally                        | 2006   | Sébastien Loeb | Daniel Elena |

| Előző Peugeot 206 WRC | Autosport Rally Car of the Year 2003, 2004, 2005 | Következő Ford Focus RS WRC |